# الماس سفید
الماس سفید (انگلیسی: The White Diamond) فیلمی مستند به کارگردانی ورنر هرتسوک است که در سال ۲۰۰۴ منتشر شد. از بازیگران آن می‌توان به ورنر هرتسوک اشاره کرد.